# John Lesley
John Lesley (29 de setembro, 1527 – 31 de maio, 1596) foi um historiador e bispo católico escocês.
Filho de um sacerdote, funcionário do Bispo de Moray. Apesar disso, John Knox o descreveu como bastardo de um padre. Bem educado, formou-se em Aberdeen com grau em Artes antes de ir estudar Direito em Toulouse, Poitiers e Paris entre 1549 e 1554, tornando-se Doutor em direito civil e canônico. Voltando à Escócia, fez rápidos progressos e foi funcionário da diocese de Aberdeen em 1557, doutor de Direito Canônico no King's College, Aberdeen e em 1559 cônego e Oyne. em 1561 foi enviado ter discussões com Maria Stuart antes que ela voltasse à Escócia e voltar com ela em agosto de 1561. Em 1564 foi nomeado Lord of Session e dois anos mais tarde, recebeu do papa a abadia de Lindores por nomeação real, também. Em 1566 também foi investido no bispado de Ross apesar de só ter sido consagrado em 1575. 
Partidário de Maria Stuart, levantou seu caso nas conferências de York e Westminster em 1568 e 1569 mas não lhes faltava um aspecto crítico, pois um dos ingleses o descreveu como «quase protestante». Em 1568 foi um dos que foram culpados, embora tenha sido reabilitado em 1587 e depois teve a reabilitação anulada em 1589. Enquanto estava em Londres, durante 1569, escreveu «A defence of the honour of the right high, mighty and noble princess Mary» ou seja «Defesa da muito alta, poderosa e nobre princesa Maria», reimpressa muitas vezes. De algum modo conseguiu envolver-se no complô do italiano Ridolfi e revelou os planos a seus torturadores, depois de preso. Quando foi libertado, foi direto ao continente, defender o caso de Maria Stuart na França e em Roma em 1574-1575. Embora tenha publicado uma História da Escócia em 1578 em Roma, só pode ser lida com cautela porque algumas afirmações são falsas. 
Em 1579 tornou-se bispo sufragâneo e vigário-geral na diocese de Ruão e em 1592 também Bispo de Coutances. Viveu até seus setenta anos e morreu no mosteiro agostiniano de Gertrudenberg nos arredores de Bruxelas.